# Дитина (фільм, 1967)
«Дитина» — радянський чорно-білий короткометражний фільм 1967 року режисера Миколи Мащенка за мотивами однойменного оповідання Олександра Серафимовича.

## Сюжет
Німецько-совєцька війна. Група розвідників виявляє на розбомбленій залізничній станції чотирирічну дівчинку, що сховалася під час бомбардування і відстала від ешелону евакуйованих дитбудинківських дітей, і бере її з собою. Незабаром розвідники в лісі потрапляють в засідку німців.

## У ролях
- Тетяна Осика —  Таня
- Володимир Фролов —  Володя, солдат
- Улдіс Пуцитіс —  німець
- Алім Федоринський —  солдат
- Ігор Стариков —  солдат
- Юрій Миколайчук —  молодий солдат

## Знімальна група
- Режисер — Микола Мащенко
- Сценарист — Микола Мащенко
- Оператор — Валерій Квас
- Композитор — Віталій Філіпенко
- Художник — Анатолій Добролежа